# Bomolocha andraca
Bomolocha andraca là một loài bướm đêm trong họ Noctuidae.